# PokerTH
PokerTH es un simulador de Texas hold 'em de código libre para Microsoft Windows, Mac OS X, y GNU/Linux. El juego recrea partidas con el reglamento Texas Hold 'Em y sistema de apuestas. PokerTH permite hasta 7 jugadores humanos. Un humano puede jugar contra rivales de la máquina. Los jugadores pueden jugar contra otros jugadores de PokerTH online. La última versión estable fue lanzada el 1 de septiembre de 2017.

## Historia
El proyecto PokertTH fue iniciado en 2006 por Felix Hammer y Florian Thauer. La versión 0.1 no fue publicada; solo permitía jugar flop y river. La versión 0.2 fue lanzada el 4 de octubre de ese año, seguida de la 0.3 el 16 octubre. Para la versión 0.2, el juego podía jugar una ronda completa. La versión 0.4 fue lanzada el 4 de abril de 2007 e incluía una interfaz completamente nueva, opciones y oponentes reprogramados. En junio de 2007, la versión 0.5 añadía la posibilidad de jugar en red local y en línea, además de efectos sonoros. La versión 0.6 fue lanzada el 13 de diciembre de 2007. El cambio más significativo fue la adición de un servidor dedicado para el juego por Internet, además soporta el protocolo IPv6. La versión 0.7 fue lanzada el 3 de mayo de 2009 añadiendo soporte para hasta diez jugadores y con estilos cambiables. La internacionalización empezó con la versión 0.5 y actualmente está disponible en 25 idiomas.
Cabe añadir que existe una modalidad europea de competición llamada EUROPEAN POKER TOUR celebrada en diferentes territorios de dicho continente.

## Enlaces de Interés
- PokerTH: juego de Póker gratuito (en español)

- ¿Cómo jugar a Póker? Tutorial de Póker desde 0, muy completo y gratuito
- https://pokercoachfreestyle.com/origen-y-reglas-del-poker/